# Bistum Les Gonaïves
Das Bistum Les Gonaïves (lateinisch: Dioecesis Gonayvesensis) ist eine in Haiti gelegene römisch-katholische Diözese mit Sitz in Gonaïves. 

## Geschichte
Das Bistum Les Gonaïves wurde am 3. Oktober 1861 durch Papst Pius IX. aus Gebietsabtretungen des Erzbistums Santo Domingo errichtet und dem Erzbistum Port-au-Prince als Suffraganbistum unterstellt. Am 20. April 1972 gab das Bistum Les Gonaïves Teile seines Territoriums zur Gründung des Bistums Hinche ab. Das Bistum Les Gonaïves wurde am 7. April 1988 dem Erzbistum Cap-Haïtien als Suffraganbistum unterstellt. 

## Bischöfe von Les Gonaïves
- Joseph-François-Marie Julliot, 1928–1936
- Paul-Sanson-Jean-Marie Robert, 1936–1966
- Emmanuel Constant, 1966–2003
- Yves-Marie Péan CSC, seit 2003